# Naturschutzgebiet Blockflur am Steinschab
Das Naturschutzgebiet Blockflur am Steinschab mit einer Größe von 3,2 ha liegt bei Liesen im Stadtgebiet von Hallenberg (Nordrhein-Westfalen). Es wurde am 15. September 2004 mit dem Landschaftsplan Hallenberg durch den Hochsauerlandkreis als Naturschutzgebiet (NSG) ausgewiesen.

## Geographische Lage
Das NSG liegt im Naturpark Sauerland-Rothaargebirge auf dem 1,7 km westsüdwestlich von Liesen gelegenen Steinschab (646 m ü. NHN). Zum NSG gehören die kleinflächige Gipfelregion sowie Hochlagenteile vom Westhang und des Pferdestall genannten Südhangs in Richtung der west- bis südlich des Berges im Tal der Nuhne verlaufenden Bundesstraße 236. Das NSG breitet sich von der Gipfelregion des Berges hinab bis auf etwa 590 m ü. NHN aus. Es ist umschlossen vom Landschaftsschutzgebiet Hallenberger Waldlandschaft.

## Gebietsbeschreibung
Beim NSG handelt es sich um die Felsblockflur der Gipfelregion und von Hochlagen des Steinschab. Im NSG wächst ein Eichenwald, dessen Bäumen einen starken Flechtenbewuchs aufweisen.

## Pflanzenarten im NSG
Vom Landesamt für Natur, Umwelt und Verbraucherschutz Nordrhein-Westfalen dokumentierte Pflanzen- und Flechtenarten im Gebiet: Besenheide, Eichenfarn, Felsen-Schüsselflechte, Fichtenspargel, Frauenfarn, Fuchssches Greiskraut, Große Sternmiere, Heidelbeere, Gewöhnlicher Dornfarn, Platismatia glauca, Pseudevernia furfuracea, Roter Fingerhut, Salbei-Gamander, Schönes Johanniskraut, Spring-Schaumkraut, Wald-Bingelkraut, Wald-Ruhrkraut, Waldmeister, Wiesen-Wachtelweizen, Zwiebel-Zahnwurz.

## Schutzzweck
Das NSG soll den Wald mit Arteninventar schützen sowie zur Erhaltung und Entwicklung von Lebensgemeinschaften und Lebensstätten wildlebender, teils gefährdeter Arten, von Tier- und Pflanzenarten beitragen. Wie bei allen Naturschutzgebieten in Deutschland wurde in der Schutzausweisung darauf hingewiesen, dass das Gebiet „wegen der Seltenheit, besonderen Eigenart und Schönheit des Gebietes“ als Naturschutzgebiet ausgewiesen wurde. Laut Naturschutzgebiets-Ausweisung wurde das Gebiet zum Naturschutzgebiet auch ausgewiesen, um zur Sicherung des ökologischen Netzes Natura 2000 der EU im Sinne der FFH-Richtlinie beizutragen.